# Юн Джонхван
Юн Джонхван (кор. 윤정환; род. 16 февраля 1973, Кванджу) — южнокорейский футболист, играл на позиции полузащитника. По завершении игровой карьеры — тренер.
Выступал за клубы «Пучхон» и «Саган Тосу», а также национальную сборную Южной Кореи.

## Клубная карьера
Родился 16 февраля 1973 года в городе Кванджу. Воспитанник футбольной школы команды Университета «Донг».
Во взрослом футболе дебютировал в 1995 году выступлениями за команду клуба «Чеджу Юнайтед», в которой в том же году принял участие в девятнадцати матчах чемпионата.
В течение 1996—1996 годов защищал цвета команды клуба «Пучхон Юкон».
Своей игрой за последнюю команду привлёк внимание представителей тренерского штаба клуба «Пучхон», к составу которого присоединился в 1997 году. Сыграл за команду из Пучхона следующие два сезона своей игровой карьеры.
В 2000 году заключил контракт с клубом «Сересо Осака», в составе которого провёл следующие два года своей карьеры игрока. Большинство времени, проведённого в составе команды, был основным игроком клуба.
В течение 2003 года защищал цвета команды клуба «Соннам Ильхва Чхонма».
С 2004 года один сезон защищал цвета команды клуба «Чонбук Хёндэ Моторс». Играя в составе этой команды, в основном выходил на поле в основном составе.
В 2006 году перешёл в клуб «Саган Тосу», за который отыграл один сезон. Тренерским штабом клуба также рассматривался как игрок «основы». Завершил профессиональную карьеру футболиста выступлениями за команду «Саган Тосу» в 2007 году.

## Выступления за сборную
В 1994 году дебютировал в официальных матчах в составе национальной сборной Южной Кореи. В течение карьеры в национальной команде, которая длилась 9 лет, провёл в форме главной команды страны 39 матчей, забив 3 гола.
В составе сборной был участником розыгрыша Золотого кубка КОНКАКАФ 2000 года в США, Кубка Азии по футболу 2000 года в Ливане, на котором команда завоевала бронзовые награды, а также розыгрыша Кубка конфедераций 2001 года в Японии и Южной Корее и чемпионата мира 2002 года в Японии и Южной Корее.

## Карьера тренера
В 2008 году начал тренерскую карьеру в качестве тренера молодёжной команды клуба «Саган Тосу», где работал в течение 2008 года. В дальнейшем возглавлял клубы «Саган Тосу», «Ульсан Хёндэ» и «Сересо Осака».

## Государственные награды
- Орден «За спортивные заслуги» 2 класса Республики Корея — орден Отважного тигра (2 июля 2002)[7]